# Plüschkopfente

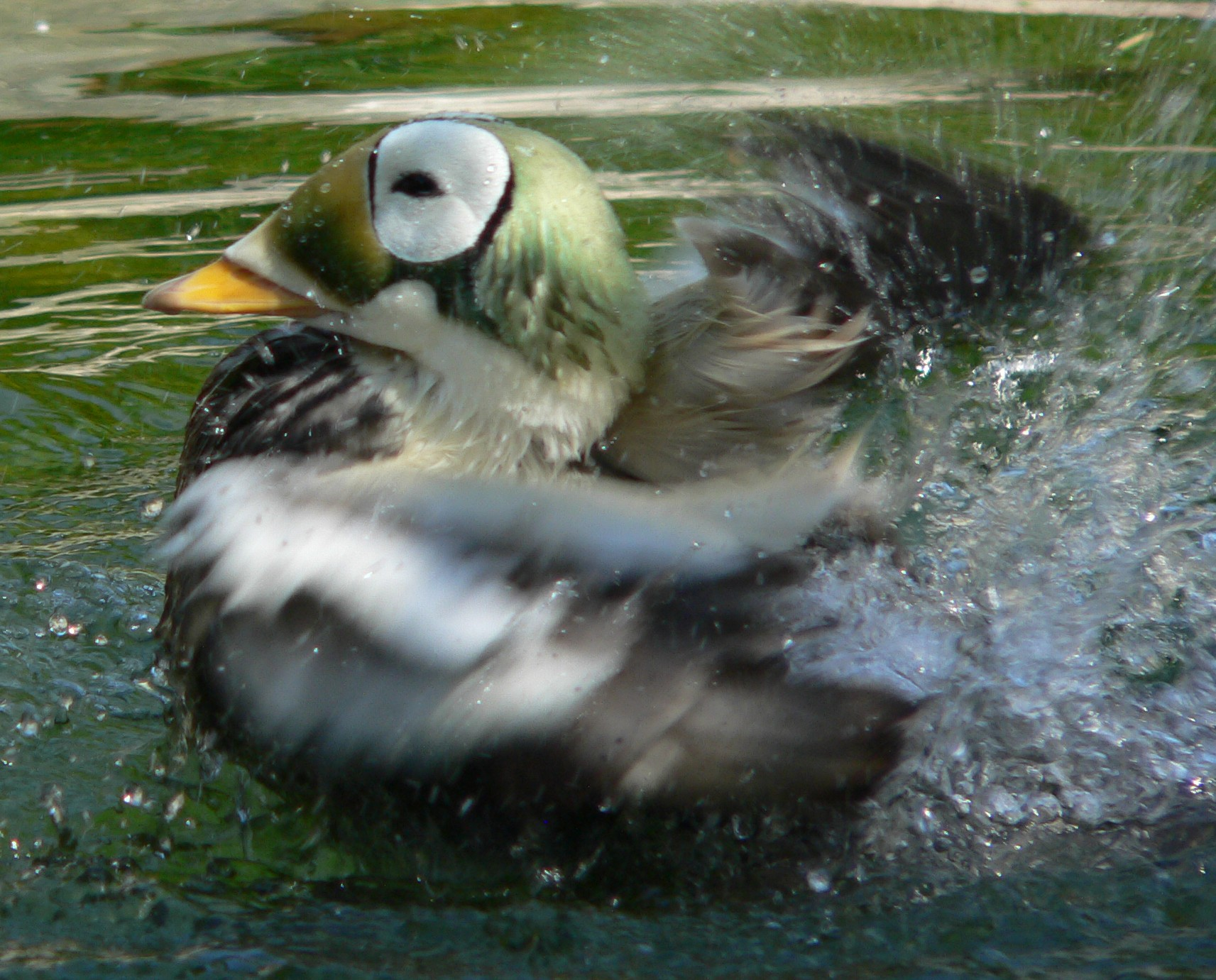
Badendes Männchen

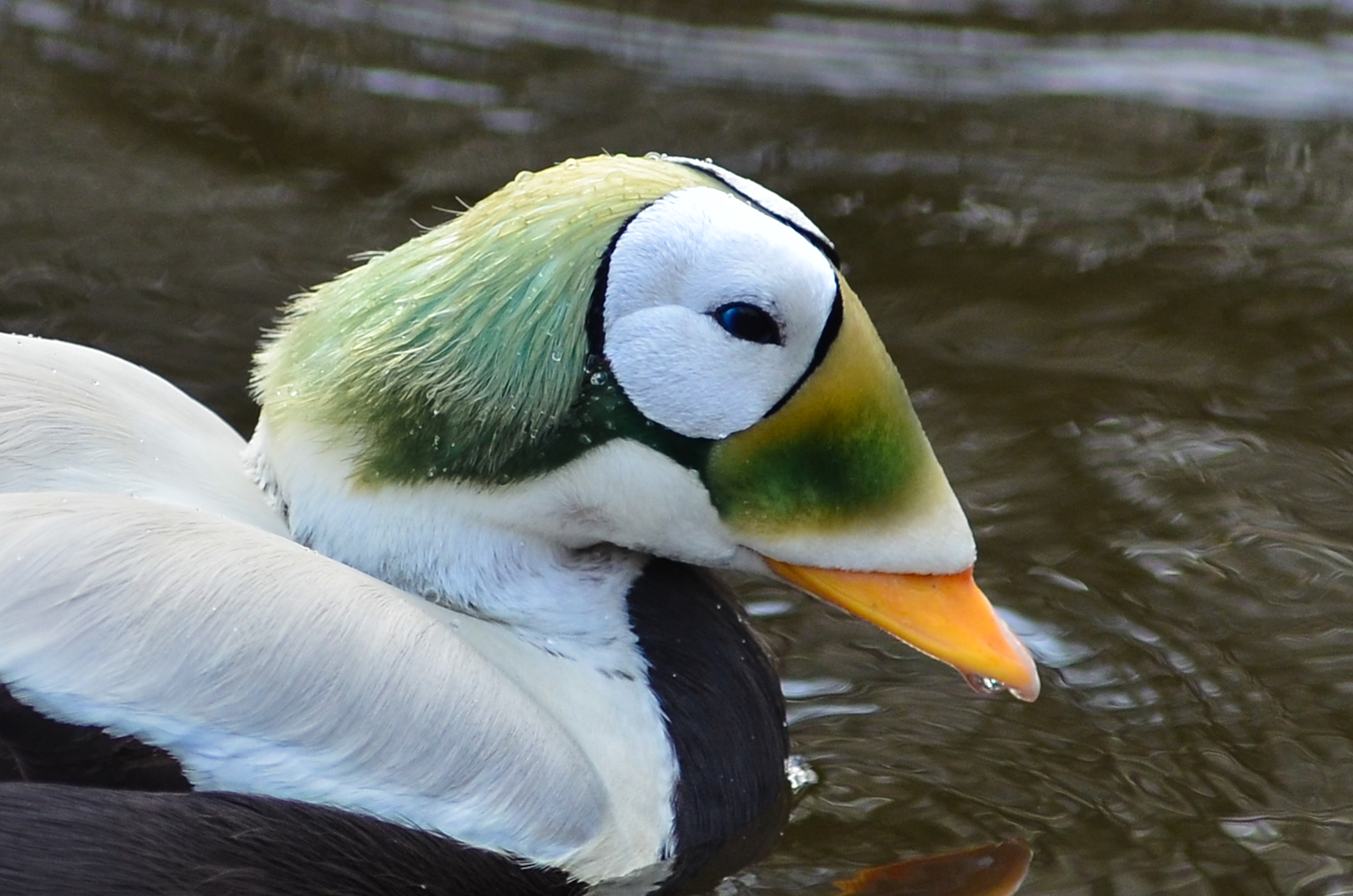
Der auffällige Kopf des Männchens (Seitenansicht)

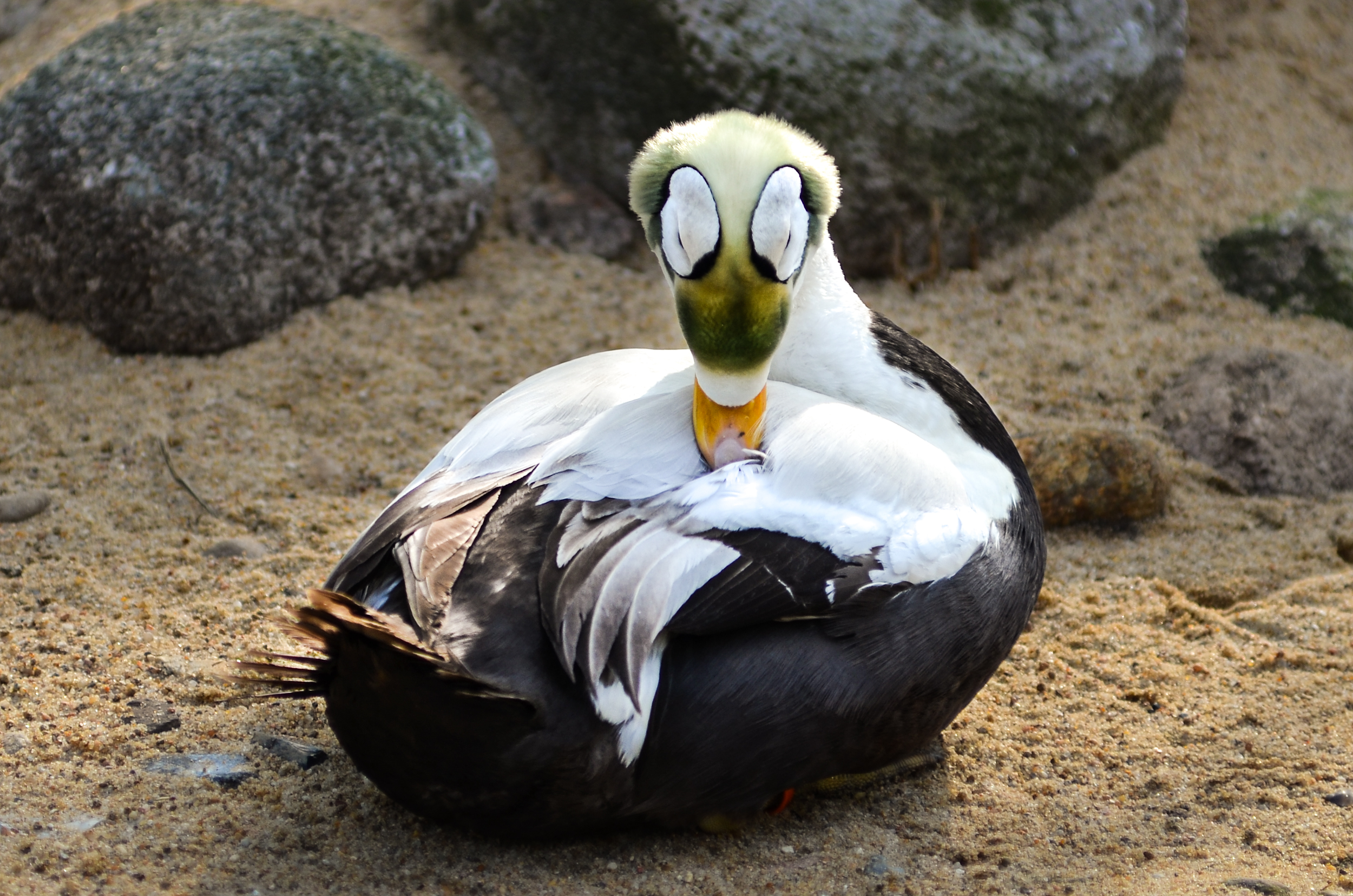
Zeichnung des Kopfgefieders des Männchens (Draufsicht)

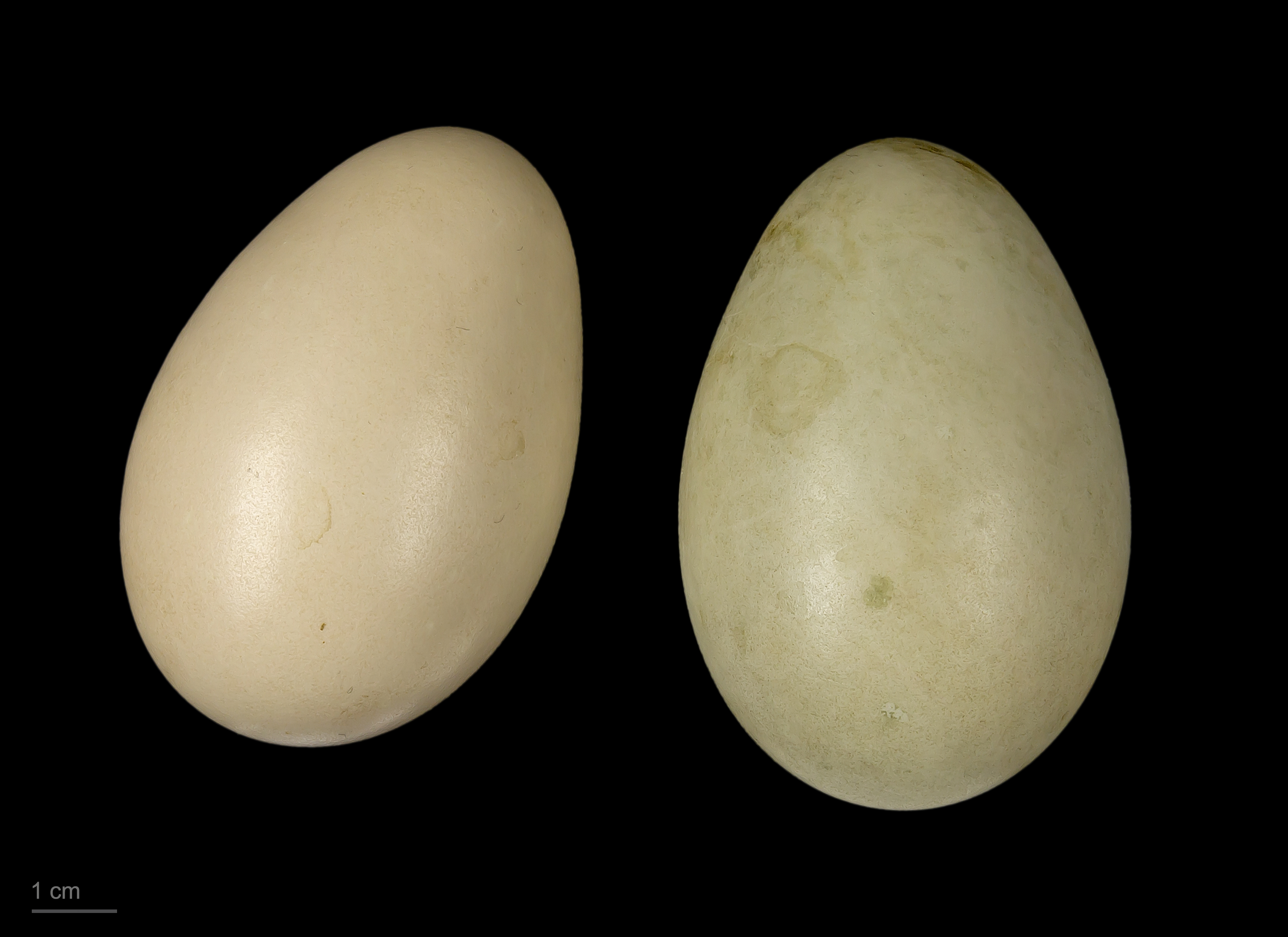
Somateria fischeri

Die Plüschkopfente (Somateria fischeri) ist eine große Meerente, die an den Küsten von Alaska und dem nordöstlichen Sibirien lebt.

## Beschreibung
Plüschkopfenten sind große Entenvögel, innerhalb der Gattung der Eiderenten jedoch die kleinste Art. Sie erreichen eine Körperlänge zwischen 52 und 57 Zentimetern. Die Männchen wiegen zwischen 1500 und 1850 Gramm. Die Weibchen erreichen ein Gewicht von 1400 bis 1850 Gramm. Die Art ist damit etwas kleiner als die nah verwandte Eiderente.
Die Männchen sind unverkennbar mit ihrem schwarzen Körper, dem weißen Rücken und dem gelb-grünen Kopf, der zwei große, weiße Augenflecke besitzt. Die Nackenfedern sind etwas verlängert, was dieser Ente ein dickhalsiges Aussehen verleiht. Der Schnabel ist orangefarben und bis zu den Nasenlöchern von einem hellgrünen Visier mit weißem Rand bedeckt. Der Schnabelnagel ist hell. Beine und Füße sind hellgelb, die Schwimmhäute sind graugelb. Die Iris ist rotbraun.
Das Weibchen ist überwiegend braun gefärbt, kann aber durch seine Größe und Gestalt von anderen Enten unterschieden werden. Von anderen Eiderenten ist sie durch die deutlich sichtbare Brille und das Visier über der Schnabelwurzel gut zu unterscheiden.

## Stimme
Für das Männchen sind bislang keine Rufe beschrieben. Das Weibchen gibt ein gutturales Krächzen als Alarmruf von sich und ruft die Küken mit einem gluckenden buckBUCK-buck-BUCK-buckBUCK. Dunenjunge geben zweisilbige Pfeiflaute von sich.

## Verbreitung
Wie nur wenige andere Vögel der Arktis weist die Plüschkopfente ein fest umrissenes Verbreitungsgebiet auf. Ihr Brutgebiet befindet sich zwischen den Flussmündungen der sibirischen Flüsse Kolyma und Indigirka sowie zu beiden Seiten des Yukondeltas in Alaska. An der Küste Nordsibiriens kommt sie von der Beringstraße bis zur Mündung des Flusses Lena vor. An der Küste Alaskas gehört zu ihrem Verbreitungsgebiet auch der Küstenabschnitt zwischen Point Barrow und der Bristolbay. Sie dringen bis zu 120 Kilometer ins Inland vor.

## Fortpflanzung
Plüschkopfenten steht für ihre Fortpflanzung nur eine sehr kurze Zeitspanne zur Verfügung. Die Nester werden im Inland errichtet und befinden sich meist in der Nähe eines kleineren Gewässers, das einem einzelnen Paar meist als einzige Futterquelle dient. An größeren Gewässern brüten häufig mehrere Plüschkopfentenpaare.
In das Nest, das direkt auf den Tundraboden gebaut wird, werden 5 bis 9 Eier gelegt. Die Eier werden in einem Abstand von 24 Stunden gelegt. Das Weibchen beginnt mit der Brut meist, bevor das Gelege vollständig ist. Die Küken schlüpfen nach 24 Tagen. Die Jungvögel sind nach etwa 50 Tagen flügge.

## Nahrung
Die aus Krebstieren und Weichtieren bestehende Nahrung wird beim Tauchen erbeutet. Den Winter verbringen diese Vögel in großen Schwärmen an der Packeisgrenze des Arktischen Ozeans.

## Belege